# 奥宮健之
奥宮 健之（おくのみや けんし、1857年（安政4年）12月27日（旧暦11月12日） - 1911年（明治44年）1月24日）は、日本の社会運動家。
自由民権運動で活躍し、幸徳事件（大逆事件）で処刑された12名の1人だった。

## 経歴
1857年（安政4年）12月27日（旧暦11月12日）に土佐国土佐郡布師田村（現：高知県高知市布師田）で生まれる。父親の奥宮慥斎（1811 - 1877）は土佐藩のなかでも一流の陽明学者で、山内容堂の侍講だった。健之は11～12歳で東京へ向かい、三菱へ入社したが自由党が結党されると間もなく退職して入党した。党内では馬場辰猪と共に「土佐の二俊秀」と称された。
1882年（明治15年）に嚶鳴会と対決するものとして、馬場・大石正巳・西村玄道らと「国友会」を結成した。東京・浅草の「井村楼」での演説のために東京府下での演説が禁じられたため、講釈師の鑑札を受けて芸名を「先醒堂覚明」として出演し、講談に託して自由民権を説いたが、集会条例違反容疑で席亭の主人と共に罰せられ、軽禁錮1ヶ月に処された。出獄した健之は人力車夫を糾合する「車会党」を結成する。これは東京馬車鉄道の敷設で失業した車夫に着目し、竹内綱が抱えていた三浦亀吉という親分を説得・周旋させて、集まった者にはいくらでも酒を飲ませると書いたビラをまき、1882年（明治15年）10月4日に神田明神の境内で「人力車夫大懇親会」を開催した。懇親会には300名あまりが集まり、さらに1～2回ほどが開催されたが当の健之は巡査に暴行したとして石川島監獄に収容されており、懇親会には一度も出席できなかった。同年12月7日には「車会党規則」が発表されて活動が本格化すると思われたが、1883年（明治16年）9月24日に結社の禁止を言い渡された。健之も投獄され、車会党は自然消滅となった。
健之は1883年（明治16年）に出獄して鹿児島へ赴くが、その途中で立ち寄った名古屋で名古屋事件に関与した。愛知県内の自由党員の一部が板垣退助の演説、星亨の演説に煽りを受け、政府転覆の陰謀に狂奔していた。その計画の軍資金を得ようと富豪強奪の強行に出たのは1884年（明治17年）8月で、目的を達成することは出来ず、帰路で警察官と衝突を繰り広げ、何人かを斬り付けた。また10月には、健之が自由党大会に参加するために大阪へ向かっていたところ、同志が大草村役場に斬り込んで国税を強奪した。この事件で関与した一味は次々に検挙され、事件を知った健之は官憲の目を逃れつつ各地を転々としていたが、1885年（明治18年）1月に東京で検挙され、名古屋へ護送された。
1887年（明治20年）5月に判決が言い渡されたが一味の国事犯として扱われず、強盗殺人事件として直接関与した数名が死刑となり、健之は無期徒刑となった。健之は小菅集治監（現：東京拘置所）、宮城集治監を経て1889年（明治22年）秋に北海道の樺戸集治監へ移送された。健之は収監中に脱獄を試みるが、これに先立って板垣と片岡健吉・林有造らが「自分たちが大日本帝国憲法の発布の寛典に漏れたことは遺憾」として国事犯に準じて特赦復権に浴したいと申し出たが、板垣が第2次伊藤内閣において内務大臣に就任したことで、1896年（明治29年）7月に同志らと共に釈放された。
しかし、1910年（明治43年）に幸徳秋水から爆弾の製造方法を聞かれたことで幸徳事件（大逆事件）で逮捕され、秋水らと共に死刑判決を受けた。そして1911年（明治44年）1月24日に刑死した。53歳没。墓は東京都豊島区の都営染井霊園にある。

## 著作史料
- 阿部恒久編『奥宮健之全集』上（著書・論稿）、弘隆社、1988年5月。ISBN 4-906287-07-7
- 阿部恒久編『奥宮健之全集』下（翻訳・関係文書）、弘隆社、1988年5月。ISBN 4-906287-07-7